# Panaxia romanowi
Panaxia romanowi är en fjärilsart som beskrevs av Franz Dannehl 1928. Panaxia romanowi ingår i släktet Panaxia och familjen björnspinnare. Inga underarter finns listade i Catalogue of Life.